# Regno di Sunda
Il regno di Sunda (Karajaan Sunda in sundanese) fu un regno sundanese situato nella regione occidentale dell'isola di Giava, esistito tra il 669 al 1579 circa e coprente l'area delle odierne Banten, Giacarta, Giava occidentale e parte occidentale di Giava centrale. La capitale di Sunda fu spostata molte volte nel corso della sua storia, passando da Galuh a est a Pakuan Pakakaran a ovest.
Stando ai registri storici primari, in particolare il manoscritto chiamato Bujangga Manik, il confine orientale del regno erano i fiumi Pamali (Ci Pamali, l'odierno fiume Brebes) e Serayu (Ci Sarayu), situati entrambi a Giava centrale. Gran parte dei registri del regno di Sunda provengono da registri storici primari dal XVI secolo.
Gli abitanti del regno erano sundanesi epinomi etnici, mentre la religione di maggioranza era l'induismo.

## Etimologia

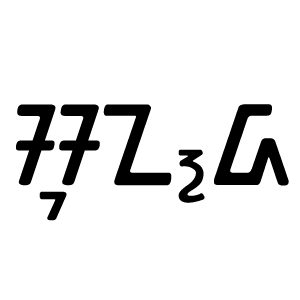
Il termine Sunda scritto in sundanese

Il termine sunda Sunda deriva dal prefisso sanscrito su- ovvero "bontà" o "possedere buone qualità". Ne è un esempio suvarna ("buon colore"), usato per descrivere l'oro. Sunda è anche un altro nome per Visnù, dio della religione induista. In sanscrito, il termine Sundara (maschile) o Sundari (femminile) vuol dire "bello/a" o "eccellenza". Il termine Sunda vuol dire anche chiaro, luce, purezza, pulito e bianco.
Inoltre, il termine Sunda è noto nella mitologia induista di Sunda e Upasunda, che erano fratelli Asura che ricevettero il dono dell'invulnerabilità da Brahmā, dono che usarono per conquistare il mondo, minacciando gli stessi dei. Alla fine, essi si combatterono l'un l'altro per Tilottama, una ninfa Apsara. La storia di Sunda e Upasunda è presente nel Mahābhārata, e più di preciso nel primo libro, noto come Adi Parva. Non è però chiaro se l'epinomo Sunda derivasse da questo mito indù.
Sembra che nel X secolo il nome Sunda fosse usato dagli stranieri, possibilmente esploratori indiani, commercianti e coloni malesi di Srivijaya, e anche vicini giavanesi, come toponimo per identificare le parti occidentali di Giava, cosa confermata dall'iscrizione di Kebon Kopi II, o di Juru Pangambat datato dal 854 Saka (932 d.C.). Il nome è quindi usato dai giavanesi per identificare i loro vicini occidentali, da loro noti anche come rivali e nemici, come menzionato nell'iscrizione di Horren (XI secolo circa) da Kediri.
Stando a un registro del primo XIII secolo, esisteva un porto che esportava pepe, chiamato Sin-t'o (Sunda), probabilmente rivolto al porto di Banten o di Sunda Kalapa. Tra il XV e il XVI secolo, dopo la consolidazione del regno da parte di Sri Baduga Maharaja, il nome di Sunda è passato dall'essere un possibile toponimo epinomo e un nome che identificava un regno e il suo popolo, dando così vita, nome e identità all'etnogenesi dei sundanesi.

## Lista dei sovrani
Questa è la più nota linea temporale dei sovrani del regno, basata sul Pustaka Rajyarajya i Bhumi Nusantara:
| Periodo    | Nome                                                           | Sovrano di              | Capitale           | Nota di iscrizione o manoscritto                                                                   | Eventi |
| ---------- | -------------------------------------------------------------- | ----------------------- | ------------------ | -------------------------------------------------------------------------------------------------- | --- |
| 669 – 723  | Tarusbawa                                                      | Sunda                   | Pakuan             | Wangsakerta, Pustaka Rajyarajya i Bhumi Nusantara                                                  | Tarusbawa rinomina i resti di Tarumanagara, dandogli il nome di Sunda. Separazione di Sunda e Galuh |
| 612 – 702  | Wretikandayun                                                  | Galuh                   | Galuh              | Wangsakerta, Pustaka Rajyarajya i Bhumi Nusantara                                                  | Partizione di Tarumanagara e separazione di Sunda e Galuh |
| 702 – 709  | Mandiminyak                                                    | Galuh                   | Galuh              | Wangsakerta, Pustaka Rajyarajya i Bhumi Nusantara                                                  | |
| 709 – 716  | Sena/Bratasena                                                 | Galuh                   | Galuh              | Wangsakerta, Carita Parahyangan, Pustaka Rajyarajya i Bhumi Nusantara                              | |
| 716 – 723  | Purbasora                                                      | Galuh                   | Galuh              | Wangsakerta, Carita Parahyangan, Pustaka Rajyarajya i Bhumi Nusantara                              | Nipote di Wretikandayun, si ribella contro Sena e prende il trono di Galuh nel 716 |
| 723 – 732  | Sanjaya/Harisdarma/Rakeyan Jamri                               | Sunda, Galuh, e Mataram | Pakuan             | Canggal, Wangsakerta, Carita Parahyangan, Pustaka Rajyarajya i Bhumi Nusantara                     | Figlio di Sannaha, sorella di Sena, sposa Tejakencana, la figlia di Tarusbawa, e diventa il re di Sunda. Si vendica da parte di Senacontro Purbasora a Galuh, ottenendo poi il diritto di erede a Kalingga, fondando la dinastia Sanjaya e il regno di Mataram in Giava centrale                                           |
| 732 – 739  | Rakeyan Panaraban/ Tamperan Barmawijaya                        | Sunda e Galuh           | Galuh              | Pustaka Rajyarajya i Bhumi Nusantara                                                               | Figlio di Sanjaya, diventa re di Sunda |
| 739 – 766  | Rakeyan Banga/Hariang Banga                                    | Sunda                   | Pakuan             | Pustaka Rajyarajya i Bhumi Nusantara                                                               | Sotto di lui, il regno passa sotto dominio Srivijaya |
| 766 – 783  | Rakeyan Medang Prabu Hulukujang                                | Sunda                   | Pakuan             | Pustaka Rajyarajya i Bhumi Nusantara                                                               | Continua il dominio sotto Srivijaya |
| 783 – 795  | Prabu Gilingwesi                                               | Sunda                   | Pakuan             | Pustaka Rajyarajya i Bhumi Nusantara                                                               | Continua il dominio sotto Srivijaya |
| 795 – 819  | Pucukbumi Darmeswara                                           | Sunda                   | Pakuan             | Pustaka Rajyarajya i Bhumi Nusantara                                                               | Continua il dominio sotto Srivijaya |
| 819 – 891  | Prabu Gajah Kulon Rakeyan Wuwus                                | Sunda e Galuh           | Pakuan             | Pustaka Rajyarajya i Bhumi Nusantara                                                               | Continua il dominio sotto Srivijaya |
| 891 – 895  | Prabu Darmaraksa                                               | Sunda e Galuh           | Pakuan             | Pustaka Rajyarajya i Bhumi Nusantara                                                               | Continua il dominio sotto Srivijaya |
| 895 – 913  | Windusakti Prabu Dewageng                                      | Sunda                   | Pakuan             | Pustaka Rajyarajya i Bhumi Nusantara                                                               | Continua il dominio sotto Srivijaya |
| 913 – 916  | Rakeyan Kemuning Gading Prabu Pucukwesi                        | Sunda                   | Pakuan             | Pustaka Rajyarajya i Bhumi Nusantara                                                               | Continua il dominio sotto Srivijaya |
| 916 – 942  | Rakeyan Jayagiri Prabu Wanayasa                                | Sunda                   | Pakuan             | Pustaka Rajyarajya i Bhumi Nusantara                                                               | Continua il dominio sotto Srivijaya |
| 942 – 954  | Prabu Resi Atmayadarma Hariwangsa                              | Sunda                   | Pakuan             | Pustaka Rajyarajya i Bhumi Nusantara                                                               | Continua il dominio sotto Srivijaya |
| 954 – 964  | Limbur Kancana                                                 | Sunda                   | Pakuan             | Pustaka Rajyarajya i Bhumi Nusantara                                                               | Continua il dominio sotto Srivijaya |
| 964 – 973  | Prabu Munding Ganawirya                                        | Sunda                   | Pakuan             | Pustaka Rajyarajya i Bhumi Nusantara                                                               | Continua il dominio sotto Srivijaya |
| 973 – 989  | Prabu Jayagiri Rakeyan Wulung Gadung                           | Sunda                   | Pakuan             | Pustaka Rajyarajya i Bhumi Nusantara                                                               | Continua il dominio sotto Srivijaya |
| 989 – 1012 | Prabu Brajawisesa                                              | Sunda                   | Pakuan             | Pustaka Rajyarajya i Bhumi Nusantara                                                               | Continua il dominio sotto Srivijaya |
| 1012–1019  | Prabu Dewa Sanghyang                                           | Sunda                   | Pakuan             | Pustaka Rajyarajya i Bhumi Nusantara                                                               | Continua il dominio sotto Srivijaya |
| 1019–1030  | Prabu Sanghyang Ageng                                          | Sunda e Galuh           | Galuh              | Pustaka Rajyarajya i Bhumi Nusantara                                                               | Continua il dominio sotto Srivijaya |
| 1030–1042  | Prabu Detya Maharaja Sri Jayabupati                            | Sunda e Galuh           | Pakuan             | Jayabupati, Pustaka Rajyarajya i Bhumi Nusantara                                                   | Figlio nato da una principessa Srivijaya e un re di Sunda, e figlio adottivo di Dharmawangsa, re di Medang. Proclama la sua indipendenza da Srivijaya assumendo il titolo di "Maharaja", e fonda il sacro santuario di Sanghyang Tapak                                                                                     |
| 1042–1064  | Dharmaraja                                                     | Sunda e Galuh           | Galuh              | Pustaka Rajyarajya i Bhumi Nusantara                                                               | |
| 1064–1154  | Prabu Langlangbhumi/Sang Mokteng Kreta                         | Sunda e Galuh           | Pakuan             | Pustaka Rajyarajya i Bhumi Nusantara                                                               | |
| 1154–1156  | Rakeyan Jayagiri/Prabu Menakluhur Langlangbhumisutah           | Sunda e Galuh           | Pakuan             | Pustaka Rajyarajya i Bhumi Nusantara                                                               | |
| 1156–1175  | Prabu Dharmakusumah/Sang Mokteng Winduraja                     | Sunda e Galuh           | Galuh              | Pustaka Rajyarajya i Bhumi Nusantara                                                               | |
| 1175–1297  | Prabu Guru Dharmasiksa                                         | Sunda e Galuh           | Saunggalah, Pakuan | Carita Parahyangan, Pustaka Rajyarajya i Bhumi Nusantara                                           | Rakeyan Jayadharma, figlio di Dharmasiksa, sposta Dyah Lembu Tal di Singhasari; dalla loro unione nascerà un figlio, Wijaya. Jayadharma muore in giovane età, e Dyah lembu Tal ritorna a Singhasari. Wijaya fonda in seguito Majapahit. Rakeyan Saunggalah, fratello di Jayadharma, succede a Dharmasiksa                  |
| 1297–1303  | Rakeyan Saunggalah/Prabu Ragasuci                              | Sunda e Galuh           | Saunggalah         | Pustaka Rajyarajya i Bhumi Nusantara                                                               | Sposta la capitale a Saunggalah (attuale Kuningan) |
| 1303–1311  | Prabu Citraganda/Sang Mokteng Tanjung                          | Sunda e Galuh           | Pakuan             | Pustaka Rajyarajya i Bhumi Nusantara                                                               | |
| 1311–1333  | Prabu Lingga Dewata/Sang Mokteng Kikis                         | Sunda e Galuh           | Kawali             | Pustaka Rajyarajya i Bhumi Nusantara                                                               | Sposta la capitale da Pakuan a Kawali, vicino all'ex-capitale Galuh (attuale Ciamis) |
| 1333–1340  | Prabu Ajigunawisesa/Sang Mokteng Kiding                        | Sunda e Galuh           | Kawali             | Pustaka Rajyarajya i Bhumi Nusantara                                                               | Figlio adottivo di Prabu Lingga Dewata |
| 1340–1350  | Prabu Ragamulya Luhurprabhawa/Aki Kolot                        | Sunda e Galuh           | Kawali             | Pustaka Rajyarajya i Bhumi Nusantara, Carita Parahyangan                                           | |
| 1350–1357  | Prabu Maharaja Lingga Buana/Prabu Wangi                        | Sunda e Galuh           | Kawali             | Pustaka Rajyarajya i Bhumi Nusantara, Pararaton, Carita Parahyangan, Kidung Sunda                  | Sua figlia Dyah Pitaloka sposa Hayam Wuruk, re di Majapahit, ma nella battaglia di Bubat (1357), il re, la principessa, e gran parte della famiglia reale di Sunda muoiono sul posto. La responsabilità dell'incidente, chiamato Pasunda Bubat, viene attribuita a Gajah Mada, primo ministro di Majapahit.                |
| 1357–1371  | Mangkubumi Suradipati/Prabu Bunisora                           | Sunda e Galuh           | Kawali             | Pustaka Rajyarajya i Bhumi Nusantara, Carita Parahyangan                                           | Il suo è un regno temporaneo da parte del tardo Prabu Wangi, in attesa della maggior età di Niskala Wastu Kancana, principe della corona |
| 1371–1475  | Prabu Raja Wastu/Niskala Wastu Kancana/Sang Mokteng Nusalarang | Sunda e Galuh           | Kawali             | Kawali inscription, Pustaka Rajyarajya i Bhumi Nusantara, Carita Parahyangan                       | Il regno prospera sotto il suo lungo regno, che termina con la divisione tra Sunda e Galuh tra i suoi due figli |
| 1475–1482  | Prabu Susuk tunggal                                            | Sunda                   | Pakuan             | Pustaka Rajyarajya i Bhumi Nusantara, Carita Parahyangan                                           | Doppio regno di Sunda e Galuh |
| 1475–1482  | Ningrat Kancana/Prabu Dewa Niskala                             | Galuh                   | Kawali             | Pustaka Rajyarajya i Bhumi Nusantara, Carita Parahyangan                                           | Doppio regno di Sunda e Galuh |
| 1482–1521  | Sri Baduga Maharaja/Ratu Jayadewata                            | Sunda e Galuh           | Pakuan             | Pustaka Rajyarajya i Bhumi Nusantara, Carita Parahyangan                                           | Ritorno della capitale Pakuan. Il regno riconsolida il suo potere, crescendo in stabilità, prosperità e ricchezza, tanto che il regno di Ratu Jayadewata è celebrato come un'"età dell'oro" di Pajajaran |
| 1521–1535  | Prabu Surawisesa Jayaperkosa/Ratu Sang Hiang                   | Sunda e Galuh           | Pakuan             | Batutulis, Pustaka Rajyarajya i Bhumi Nusantara, Carita Parahyangan, Luso Sundanese Treaty, Padrao | Tenta inutilmente di accordarsi con i portoghesi a Malacca nel 1522 contro la pressione del sultanato di Demak. A seguito del fallimento, il regno perde Sunda Kelapa per mano delle forze di Fatahillah Demak. L'iscrizione Batu Tulis è scritta nel 1533 per commemorare il suo grande predecessore, Sri Baduga Maharaja |
| 1535–1543  | Ratu Dewata/Sang Ratu Jaya Dewata                              | Sunda e Galuh           | Pakuan             | Pustaka Rajyarajya i Bhumi Nusantara, Carita Parahyangan                                           | Rapido declino del regno, che perde gran parte dei suoi territori ai sultanati di Cirebon e Banten |
| 1543–1551  | Ratu Sakti                                                     | Sunda e Galuh           | Pakuan             | Pustaka Rajyarajya i Bhumi Nusantara, Carita Parahyangan                                           | Regno indebolito dalla pressione del sultanato di Banten |
| 1551–1567  | Nilakendra/Tohaan di Majaya                                    | Sunda                   | Pakuan, Pulasari   | Pustaka Rajyarajya i Bhumi Nusantara, Carita Parahyangan                                           | Caduta di Pakuan, invasa da Banten |
| 1567–1579  | Raja Mulya/Prabu Surya Kencana                                 | Sunda                   | Pulasari           | Pustaka Rajyarajya i Bhumi Nusantara, Carita Parahyangan                                           | Il re risiede a Pulasari, Pandeglang, o a Kaduhejo, nel subdistretto di Menes. Il regno crolla infine nel 1576 sotto pressione del sultanato di Banten |